# Raczyce (powiat jaworski)
Raczyce – osada w Polsce położona w województwie dolnośląskim, w powiecie jaworskim, w gminie Męcinka.
W latach 1975–1998 miejscowość administracyjnie należała do województwa legnickiego.